# ULAS J1342+0928
ULAS J1342+0928 fue el cuásar conocido más lejano y contiene el agujero negro supermasivo más distante y más antiguo conocido, en un corrimiento al rojo reportado de z = 7.54, superando el corrimiento al rojo de 7 para el cuásar más lejano conocido ULAS J1120+641. El cuásar ULAS J1342+0928 se encuentra en la constelación de Boötes. Se informa que el agujero negro supermasivo relacionado es "800 millones de veces la masa del sol".Fue superado después en 2021 por el cuásar QSO J0313−1806.

## Descubrimiento
El 6 de diciembre de 2017, los astrónomos publicaron que habían encontrado el cuásar utilizando datos del Wide-field Infrared Survey Explorer (WISE) combinado con encuestas en tierra desde uno de los Telescopios Magallanes en el Observatorio Las Campanas en Chile, así como el Gran telescopio binocular en Arizona y el telescopio Gemini Norte en Hawái. El agujero negro relacionado del cuásar existía cuando el universo tenía alrededor de 690 millones de años (aproximadamente el 5 por ciento de su edad actualmente conocida de 13,80 mil millones de años).
El cuásar proviene de una época conocida como "la era de la reionización", cuando el universo emergió de su Era Oscura. Se ha detectado que grandes cantidades de polvo y gas se liberan del cuásar al medio interestelar de su galaxia anfitriona.

## Descripción
ULAS J1342+0928 tiene un corrimiento al rojo medido de 7,54, que corresponde a una distancia por comovimiento de 29,36 mil millones de años luz de la Tierra. Es el cuásar más lejano observado hasta la fecha. Emitió la luz observada en la Tierra hoy, menos de 690 millones de años después del Big Bang, hace aproximadamente 13,1 mil millones de años.

## Significado
La luz de ULAS J1342+0928 se emitió antes del final de la transición pronosticada teóricamente del medio intergaláctico desde un estado eléctricamente neutro a un estado ionizado (la era de la reionización). Los cuásares pueden haber sido una fuente de energía importante en este proceso, que marcó el final de las edades oscuras cósmicas, por lo que observar un cuásar desde antes de la transición es de gran interés para los teóricos. Debido a su alta luminosidad ultravioleta, los cuásares también son algunas de las mejores fuentes para estudiar el proceso de reionización. El descubrimiento también se describe como teorías desafiantes sobre la formación de agujeros negros, al tener un agujero negro supermasivo mucho más grande de lo esperado en una etapa tan temprana en la historia del Universo aunque este no es el primer cuásar distante en ofrecer tal desafío.
Una pequeña minoría de fuentes argumentan que los agujeros negros supermasivos distantes cuyo gran tamaño es difícil de explicar poco después del Big Bang, como ULAS J1342+0928, pueden ser pruebas de que nuestro universo es el resultado de un Big Bounce, en lugar de un Big Bang, con estos agujeros negros supermasivos formándose antes del Big Bounce.